# 岩手県立花泉高等学校
岩手県立花泉高等学校（いわてけんりつ はないずみこうとうがっこう、 英: Iwate Prefectural Hanaizumi High School）は、岩手県一関市花泉町にある公立高等学校。略称は花高（はなこう）。

## 概要
岩手県立一関第一高等学校の分校として、1948年に岩手県立一関第一高等学校流分校を開校したのが発端である。翌年には一関一高から独立し、校名を岩手県立花泉高等学校に改名したことにより、分校としての位置付けと校名は1年間に終わった。
1953年に定時制課程を廃止してからは全日制課程のみとなり、1972年に商業科、1989年には情報処理科を開設したが、1999年と2006年にそれぞれ廃止しており以後は普通科のみとなっている。普通科に至っても2015年に1学級分を削減しており、以降は普通科1学級だけの小規模校に分類される。また、一関市内の公立高校では唯一の単学級校である。
第一校舎の東西にはそれぞれ体育館が隣接しており、第一体育館は1961年に、第二体育館は1995年に落成した。グラウンド側にそびえ立つ3階建て（棟屋部分は5階建て）の第一校舎は1951年に落成したのち、1997年に大規模改修工事を施している。
1997年に創立50周年を迎えた際に中村晋也（日本芸術院会員）が制作したブロンズ像「ミゼレーレ」と、「人は魂の存在を知るとき 最高の智に生きる」と刻印されたプレートが校舎内に設置された。
主に一関市内からの入学者が大多数を占めているが、宮城県との県境隣接地域に立地している関係で、両県の教育委員会が定めた「県境隣接地域県立高等学校入学志願取扱協定」に基づき、栗原市栗駒町・金成町・若柳町、登米市石越町・中田町・東和町の居住者は入学志願が可能である。
校訓
「知行合一」（ちこうごういつ）
創立40周年を記念し制定された。王陽明の学説で、「知識と行為とは本来同一であり、知って行わないのは真に知ったのではない。知と行は表裏一体をなしていなければならない」という意味である。校地内に銘文を刻んだ記念碑が設置されている。
校歌
作詞は佐藤虎雄、作曲は海鉾義美が携わっており、監修は土井晩翠による。歌詞は3部で構成される。
校章
「泉」の文字と桜の花と枝の絵を組み合わせて「花泉」を表し、その上に「高」の文字を置いている。桜の枝の片側7枚の葉は旧流れ7カ村（花泉・涌津・永井・油島・老松・日形・金沢）を象徴としている。

## 沿革
- 1948年（昭和23年）4月15日 -「岩手県立一関第一高等学校流分校」として開校。定時制課程普通科（修業年限4年）を設置[1]。
- 1949年（昭和24年）
  - 4月1日 - 岩手県立一関第一高等学校から「岩手県立花泉高等学校」へ独立[1]。
  - 4月20日 - 開校式を挙行。涌津原仮教室にて第1次32名入学式を挙行[1]。
  - 5月20日 - この日を創立記念日に制定[1]。
- 1950年（昭和25年）4月1日 - 全日制課程普通科（修業年限3年）に転換。定時制課程を募集停止[1]。
- 1951年（昭和26年）11月10日 - 校舎落成式を挙行[1]。
- 1953年（昭和28年）3月31日 - 定時制課程を廃止[1]。
- 1961年（昭和36年）10月13日 - 体育館を落成[1]。
- 1972年（昭和47年）4月1日 - 商業科（2学級）を設置[1]。
- 1987年（昭和62年）10月18日 - 第二校舎を落成[1]。
- 1988年（昭和63年）
  - 2月15日 - 柔剣道場を落成[1]。
  - 10月25日 - 部室を落成[1]。
- 1989年（平成元年）4月1日 - 商業科を1学級削減し、情報処理科1学級を設置[1]。
- 1995年（平成7年）3月24日 - 第二体育館を落成[1]。
- 1997年（平成9年）
  - 4月1日 - 情報処理科を募集停止[1]。
  - 12月12日 - 校舎を大規模改装[1]。
- 1999年（平成11年）3月31日 - 情報処理科を廃止[1]。
- 2000年（平成12年）2月8日 - セミナーハウスを落成[1]。
- 2004年（平成16年）4月1日 - 商業科を募集停止[6]。
- 2006年（平成18年）3月31日 - 商業科を廃止[1]。
- 2015年（平成27年）4月1日 - 普通科を1学級削減[1]。

## 設置学科
- 全日制課程
  - 普通科：1950年設置

### 廃止学科
| 課程       | 学科       | 設置年 | 廃止年 | 備考             |
| ---------- | ---------- | ------ | ------ | ---------------- |
| 全日制課程 | 商業科     | 1972年 | 2006年 |                  |
| 全日制課程 | 情報処理科 | 1990年 | 1999年 |                  |
| 定時制課程 | 普通科     | 1948年 | 1953年 | 全日制課程へ移行 |

## 学校活動
主な学校活動（行事）のみ掲載。
- 4月 - 始業式、入学式、新入生オリエンテーション
- 5月 - 岩手県高等学校総合体育大会
- 6月 - 前期中間考査、クラスマッチ
- 7月 - 終業式
- 夏季休業 - 夏季課外、職場体験学習
- 8月 - 始業式
- 9月 - 前期末考査
- 10月 - 企業見学会（1年生）
- 11月 - 文化祭、後期中間考査
- 12月 - 修学旅行（2年生）、終業式
- 冬期休業 - 冬季課外
- 1月 - 始業式
- 2月 - 学年末考査
- 3月 - 卒業式、一般入学者選抜検査、終業式、離任式
- 年度末休業

出典：

## 部活動

### 運動部
- バドミントン部
- 硬式野球部（男子）
- バスケットボール部（男子）
- 弓道部（女子）

### 文化部
- 音楽部
- 茶道部
- 総合文化部

出典：

## 付属施設
主な施設のみ掲載。
- 第一体育館 - 第一校舎の西側で接続
- 第二体育館 - 第一校舎の東側で接続
- 柔剣道場
- セミナーハウス[3]
- 第一グラウンド
- 第二グラウンド
- 屋外プール

## 生徒・学級数
2000年度以降は毎年度、生徒数と学級数を掲載。
| 年度               | 定員 | 生徒数 | 増減 | 学級数 | 増減 | 出典   | 備考                                 |
| ------------------ | ---- | ------ | ---- | ------ | ---- | ------ | ------------------------------------ |
| 1948（昭和23）年度 | 30   | 不明   | 不明 | 不明   | 不明 | [ 9 ]  | 開校                                 |
| 1949（昭和24）年度 | 100  | 不明   | 不明 | 不明   | 不明 | [ 9 ]  | 本校から独立                         |
| 1972（昭和47）年度 | 225  | 不明   | 不明 | 不明   | 不明 | [ 9 ]  | 商業科設置（2学級）                  |
| 1980（昭和55）年度 | 225  | 680    |      | 不明   | 不明 | [ 9 ]  |                                      |
| 1981（昭和56）年度 | 225  | 625    | －55 | 不明   | 不明 | [ 9 ]  |                                      |
| 1982（昭和57）年度 | 225  | 584    | －41 | 不明   | 不明 | [ 9 ]  |                                      |
| 1983（昭和58）年度 | 225  | 575    | －9  | 不明   | 不明 | [ 9 ]  |                                      |
| 1984（昭和59）年度 | 225  | 553    | －22 | 不明   | 不明 | [ 9 ]  |                                      |
| 1985（昭和60）年度 | 225  | 534    | －19 | 不明   | 不明 | [ 9 ]  |                                      |
| 1986（昭和61）年度 | 225  | 491    | －43 | 不明   | 不明 | [ 9 ]  |                                      |
| 1987（昭和62）年度 | 225  | 471    | －20 | 不明   | 不明 | [ 9 ]  |                                      |
| 1988（昭和63）年度 | 225  | 475    | 4    | 不明   | 不明 | [ 9 ]  |                                      |
| 1989（平成元）年度 | 225  | 482    | 7    | 不明   | 不明 | [ 9 ]  | 普通科＋1、商業科－1、情報処理科設置 |
| 1990（平成2）年度  | 不明 | 448    | －34 | 不明   | 不明 | [ 9 ]  |                                      |
| 1991（平成3）年度  | 不明 | 459    | 11   | 不明   | 不明 | [ 9 ]  |                                      |
| 1992（平成4）年度  | 不明 | 462    | 3    | 不明   | 不明 | [ 9 ]  |                                      |
| 1993（平成5）年度  | 不明 | 452    | －10 | 不明   | 不明 | [ 9 ]  |                                      |
| 1994（平成6）年度  | 160  | 439    | －13 | 不明   | 不明 | [ 9 ]  | 1学級40人化                          |
| 1995（平成7）年度  | 160  | 420    | －19 | 不明   | 不明 | [ 9 ]  |                                      |
| 1996（平成8）年度  | 160  | 403    | －17 | 不明   | 不明 | [ 9 ]  |                                      |
| 1997（平成9）年度  | 120  | 366    | －37 | 不明   | 不明 | [ 9 ]  | 情報処理科募集停止                   |
| 1998（平成10）年度 | 120  | 336    | －30 | 不明   | 不明 | [ 9 ]  |                                      |
| 1999（平成11）年度 | 120  | 331    | －5  | 不明   | 不明 | [ 9 ]  |                                      |
| 2000（平成12）年度 | 120  | 320    | －11 | 9      |      | [ 10 ] |                                      |
| 2001（平成13）年度 | 120  | 300    | －20 | 9      | 0    | [ 11 ] |                                      |
| 2002（平成14）年度 | 120  | 309    | 9    | 9      | 0    | [ 12 ] |                                      |
| 2003（平成15）年度 | 120  | 311    | 2    | 9      | 0    | [ 13 ] |                                      |
| 2004（平成16）年度 | 80   | 286    | －25 | 8      | －1  | [ 14 ] | 商業科募集停止                       |
| 2005（平成17）年度 | 80   | 248    | －38 | 7      | －1  | [ 15 ] |                                      |
| 2006（平成18）年度 | 80   | 223    | －25 | 6      | －1  | [ 16 ] |                                      |
| 2007（平成19）年度 | 80   | 215    | －8  | 6      | 0    | [ 17 ] | 創立60周年                           |
| 2008（平成20）年度 | 80   | 213    | －2  | 6      | 0    | [ 18 ] |                                      |
| 2009（平成21）年度 | 80   | 209    | －4  | 6      | 0    | [ 19 ] |                                      |
| 2010（平成22）年度 | 80   | 191    | －18 | 6      | 0    | [ 20 ] |                                      |
| 2011（平成23）年度 | 80   | 169    | －22 | 6      | 0    | [ 21 ] |                                      |
| 2012（平成24）年度 | 80   | 143    | －26 | 6      | 0    | [ 22 ] |                                      |
| 2013（平成25）年度 | 80   | 137    | －6  | 6      | 0    | [ 23 ] |                                      |
| 2014（平成26）年度 | 80   | 120    | －17 | 6      | 0    | [ 24 ] |                                      |
| 2015（平成27）年度 | 40   | 108    | －12 | 5      | －1  | [ 25 ] | 普通科－1                            |
| 2016（平成28）年度 | 40   | 105    | －3  | 4      | －1  | [ 26 ] |                                      |
| 2017（平成29）年度 | 40   | 109    | 4    | 3      | －1  | [ 27 ] | 創立70周年                           |
| 2018（平成30）年度 | 40   | 112    | 3    | 3      | 0    | [ 28 ] |                                      |
| 2019（令和元）年度 | 40   | 106    | －6  | 3      | 0    | [ 29 ] |                                      |
| 2020（令和2）年度  | 40   | 109    | 3    | 3      | 0    | [ 30 ] |                                      |
| 2021（令和3）年度  | 40   | 106    | －3  | 3      | 0    | [ 31 ] |                                      |
| 2022（令和4）年度  | 40   | 103    | －3  | 3      | 0    | [ 32 ] |                                      |
| 2023（令和5）年度  | 40   | 93     | －10 | 3      | 0    | [ 33 ] |                                      |

## アクセス
花泉市街地西側の高台に位置している。

### 鉄道
- 花泉駅（JR東日本・東北本線）から徒歩で15分[34]

### 自動車
- 国道342号（花泉バイパス）から県道183号と市道経由で約5分
- 東北自動車道 - 若柳金成ICから約14分

## 周辺
- 花泉運動公園
- 花泉ヘリポート
- 上油田城（竹ノ下城）跡

## 出身者
- 大空遊平（漫才師）
- 及川ひろみ（歌手）